# Laukaa
Laukaa (Laukas en sueco) es un municipio de Finlandia, ubicado en la región de Finlandia central. Tiene  18 823 habitantes y un área de 825,59 km², de los cuales 177,19 km² es agua. El municipio se fundó en 1593. Laukaa es un municipio con muchas redes de drenaje y lagos.
Nokkakivi, el parque de atracciones, está ubicado en el pueblo de Lievestuore en Laukaa.